# プエブロの反乱
プエブロの反乱(Pueblo Revolt)は、1680年、スペイン領ヌエバ・エスパーニャのサンタ・フェ・デ・ヌエボ・メヒコ州（今日のニューメキシコ州）で起きた、スペイン人植民者に対するプエブロ人の蜂起である。

## 背景
プエブロ人の多くは、彼らへの誹謗と、従来の宗教の禁止によって、スペイン人に対して潜在的な敵意を抱いていた。プエブロの伝統的な経済も混乱させられたため、プエブロ人はやむを得ず植民者のエンコミエンダ制の下で強制労働をしたり、あるいはチワワ州の鉱山で働くしかなかった。とは言っても、スペイン人たちは新しい農耕の道具を彼らに導入し、その代わりにナバホとアパッチからの襲撃から守ることを前提にした。この結果、フアン・デ・オニャーテが当地に遠征した1598年時点のニューメキシコ領地の北部では、その設立以来、相対的に平和に暮らしていた。
1670年代に、干ばつが地域を襲った。これによって、プエブロに飢饉をもたらしただけではなく、隣接する流浪の部族からの攻撃も増大した。この攻撃はスペイン人兵士でも防御できなかった。同時に, ヨーロッパから導入された病気は先住民を荒廃させ、彼らの人口を大きく減少させた。これらの災害に対して、スペイン王朝やカトリック教会の神はなにも救ってくれないと感じたプエブロ人たちは、もともとの古い神々への信仰に戻っていった。 
これは、フランシスコ会の宣教師たちを刺激した。一例としては1675年、フアン・フランシスコ・トレビニョ総督は、47人のプエブロ人の呪術師を阻止し、魔術を使った咎で裁判にかけ、4人の呪術師に、絞首刑による死刑が宣告された。4人のうち一人は自殺し、他の3人はそれぞれの集落から連行され、残りの人々は衆目の前で鞭打ちの刑にされて、収監された。しかし、アパッチとの戦争のため大人数のスペイン兵士が遠くに出かけていなかったために、トレビニョ総督は、ほどなくして囚人たちを解放した。宗教的なリーダーであったポペは帰宅し、起こったことに深い侮辱を感じた。

## ポペ
魔術の使用による逮捕とその後の釈放に続いて、ポペはプエブロの反乱を計画し、これを指揮した。いくつかの殺人の共犯によってスペイン当局から逃げていた間、ポペはタオス・プエブロの集落で難を避けた。ポペは、スペイン人に対して一斉に蜂起することを命令するその日までの残り日数を意味する結び目を付けた、プエブロ独特の結び目の暗号を持たせた使者を、各プエブロ集落に派遣した。
攻撃の決行日は1680年8月18日と決定された。しかしスペイン人はこれを事前に知ることができた。なぜなら、プエブロにメッセージを伝えるために預けられた、テスケ・プエブロ(現在のテスケw:Tesuque, New Mexico)の2名の若者を捕らえて聞き出したためである。ポペは、蜂起が計画された日の前の、8月10日、陰謀の実行を命令した。攻撃はタオス、ピクリス、テワによって、それぞれの集落で一斉に開始された。18人のフランシスコ修道士の聖職者、3人の平修士、男女子供合わせて380人のスペイン人が殺された。スペイン人開拓者は唯一のスペイン人の街であるサンタフェと、反逆に参加しなかった数少ない集落のひとつ、イスレタに逃げ込んだ。9月15日、イスレタへの避難民は、自分たちが唯一の生存者であると信じて、エルパソに向けて出発した。その間、ポペの賊はサンタフェの町を囲い込み、水の供給を断ち切った。総督邸を厳重に囲んだアントニオ・デ・オテルミン総督は、これで後退を余儀なくされ、9月21日にスペイン人の移住者たちは首都から一掃されて、エルパソ・デル・ノルテ(現在のシウダー・フアレス)へと向かった。
ピロ・プエブロは、イスレタと共に、エルパソ・デル・ノルテまでスペイン人に同伴した。このことがおそらくはスペイン人の同情者と考えられた。イスレタの人々は、テキサス州にイスレタの開拓地を設立し、今日までそこに住んでいる。

## ポペの王国
スペイン人の後退によって、ニューメキシコにはプエブロ人の権力が残った。ポペは、十字架およびその他の宗教上のイメージ、カトリックとスペイン文化のその他のいかなる痕跡も燃やすか破壊するように命じ、さもなくば死の刑罰を与えようとした。これらスペインの痕跡には、スペイン産の家畜と果樹も含まれていた。さらに彼は、小麦と大麦の植え付けを禁じ、カトリック教会の典礼によって結婚した妻と離縁して、古いプエブロ人の伝統的な儀式で他の者と結婚するよう命令した。ポペは1688年頃に死ぬまで、プエブロの知事として総督邸に住み、プエブロたちから捧げものを集めた。
ポペの死後、数百マイルもの距離と6つの異なる言語で隔てられた異なるプエブロの部族たちは、誰がサンタフェを占領して国を統治するか論争を始めた。この権力闘争は、流浪の部族による襲撃と7年間の干ばつとにより、プエブロたちの結束を弱め、スペインによる再度の征服の舞台を整えた。

## 無血のレコンキスタ
1690年、ディエゴ・デ・バルガスはニューメキシコ総督に任命され、1692年7月にサンタフェに戻った。デ・バルガスは夜明け前に町を囲んで、スペイン王に忠誠を誓ってキリスト教信仰に戻るのならば、寛大な処置を約束するとして、プエブロ人たちに降伏するよう呼びかけた。プエブロ人のリーダーたちはサンタフェに集い、デ・バルガスと会い、平和に同意した。こうして1692年9月14日、デ・バルガスは失地回復が行われたことを正式に宣言した。
交易の中心としてサンタフェが発展する中、戻ってきた開拓者たちは1706年に古い町のアルバカーキを設立した。町の名前は、ニュースペイン総督のアルバカーキ爵にちなんで命名された。設立に先立ち、アルバカーキはリオ・グランデ川下流に沿って、いくつかの大農場とコミュニティから成っていた。彼らは1706年、サンフェリペ・デ・ネリ教会を建てた。1700年代の徹底した牧場の開発と、いくつかの農耕は、この州に今も華やかに残るヒスパニック文化の基盤を作った。
デ・バルガスのニューメキシコの失地回復は、「国土回復運動」にたとえられてしばしば「無血レコンキスタ」と呼ばれている。しかしデ・バルガスは、平和を維持するための試みとして、数年の間、プエブロ人に対していくつかの軍事行動を仕掛けた。例えば第2次プエブロの反乱は1696年に試みられ、5人の宣教師と21人のスペイン人が死ぬ結果になったが、事実上阻まれた。世紀の終わりまでには、スペインの「レコンキスタ」はほぼ完成した。
プエブロ人のスペインからの独立は、1680年から1692年と短命ではあったが、プエブロの反乱は、プエブロ・インディアンの文化と宗教を根絶やしにしようとするようなスペインの力技が将来起きる事への歯止めになった。
さらに、スペイン人はそれぞれのプエブロにかなりの土地の払い下げを行い、彼らの権利を保護するための国選弁護人を任命し、スペインの法廷で訴訟事件を争った。